# Mauern von Babylon
|  | Dieser Artikel oder Abschnitt wurde wegen inhaltlicher Mängel auf der Qualitätssicherungsseite der Redaktion Geschichte eingetragen (dort auch Hinweise zur Abarbeitung dieses Wartungsbausteins). Dies geschieht, um die Qualität der Artikel im Themengebiet Geschichte auf ein akzeptables Niveau zu bringen. Dabei werden Artikel gelöscht, die nicht signifikant verbessert werden können. Bitte hilf mit, die Mängel dieses Artikels zu beseitigen, und beteilige dich bitte an der Diskussion! |

Die zwei Mauern von Babylon waren der Festungsgürtel der Stadt Babylon. Sie gehörten zu den sieben Weltwundern der Antike. Nach ihrem Verfall wurden sie aus der Liste gestrichen und durch den Leuchtturm von Alexandria ersetzt. In der Gesamtheit betrachtet spricht man nur von einer Mauer.

## Geschichte
Die babylonischen Mauern Imgur-Enlil und Nemed-Enlil waren nach den Pyramiden von Gizeh das zweitälteste der sieben Weltwunder. Auf Altgriechisch und Latein hießen sie: (altgr.: τὸ τείχος (τοῦ) Βαβυλῶνος (to teichos tou Babylónos) – die Mauer Babylons; lat.: Muri Babylonii – die Babylonischen Mauern, Muri Babylonis – die Mauern Babylons). Nebukadnezar II. ergänzte um 600 v. Chr. mit dem Ostwall (Osthaken) die Stadtmauern. Zu dieser Zeit war Babylon die Hauptstadt des neubabylonischen Reiches. Nebukadnezars Ziel war es, Babylon größer und schöner zu machen, als es je zuvor eine Stadt war. Mit seiner Bautätigkeit übertraf er seinen Vater Nabopolassar.
Nach Ansicht Nebukadnezars brauchte die Stadt einen zusätzlichen Wall, der die Feinde vor Ehrfurcht erstarren lassen sollte und die Bewohner der Stadt zum Staunen brachte. So ist ein antiker Text in Keilschrift von Nebukadnezar erhalten, in dem es heißt: „Was kein König vor mir getan hat, tat ich, 4000 Ellen Land (etwa zwei Kilometer) seitwärts der Stadt, fern, unnahbar, ließ ich eine gewaltige Mauer, gen Osten zu, Babylon umschließen. Ich vollendete Babylon.“
Die Errichtung des Walls hatte pragmatische Gründe. Bei den Städten des Altertums handelte es sich um Festungen. Ein Mauerring musste den Wohnplatz der Einwohner wie ein schützender Gürtel einheitlich umspannen. Nach Nebukadnezars Tod wurde die Stadt unter Kyros II. und Alexander dem Großen erobert. Dabei belagerten beide Herrscher die Stadt bis zu deren Aufgabe – um nicht die Mauern berennen zu müssen. Als Babylon im Laufe der Zeit zerfiel und von der Weltstadt zu einer Kleinstadt sank, am Ende gar zu einem kleinen Dorf schrumpfte, verblasste auch die Schönheit und Erhabenheit der einstigen Weltwundermauern Babylons.
Möglicherweise war der Verfall der Mauern aus größtenteils ungebrannten Lehmziegeln aufgrund von Zerstörungen und Umwelteinflüssen zu Beginn des dritten vorchristlichen Jahrhunderts schon weit fortgeschritten. Das wäre eine Erklärung, dass in der zweitältesten Aufzählung der Sieben Weltwunder die babylonischen Mauern gestrichen und dafür der neu errichtete Pharos von Alexandria eingesetzt wurde. Endgültig von der Liste entfernt wurden sie erst durch den im Frankenreich lebenden Gregor von Tours im 6. Jahrhundert.
Von dem ursprünglichen Weltwunder hat sich sichtbar an der Erdoberfläche wenig erhalten. Mauerreste und weithin verstreute Ziegel zwischen Wüste, Bohrtürmen und Ölleitungen zeugen vom einstigen Prachtbau. Forscher gehen davon aus, dass unter dem Wüstensand noch vieles verborgen ist. Aufgrund der unsicheren politischen Lage werden seit 2003 keine weiteren archäologischen Ausgrabungen durchgeführt.
Zur Ära Saddam Husseins wurden um die Ruinen der alten Stadt Babylon neue Mauern gebaut, um sie vor unbefugtem Zugriff (z. B. Raubgräbern) zu schützen. Zugleich wurden von 1979 bis 2003 Teile des riesigen Areals rekonstruiert, etwa den 600 Räume umfassenden Palast Nebukadnezars, wie er um 600 v. Chr. ausgesehen haben könnte. Beim Wiederaufbau orientierte man sich an den Plänen des deutschen Archäologen Robert Koldewey, der im antiken Babylon zwischen 1899 und 1917 umfangreiche Grabungen durchführen ließ und die Fragmente des berühmten Ischtar-Tores nach Deutschland brachte. Das aufwendig restaurierte Ischtar-Tor und Teile der Prozessionsstraße sind heute im Berliner Pergamonmuseum ausgestellt. Eine Kopie der Berliner Rekonstruktion steht seit Hussein auch in Babylon.
Während des Irakkriegs 2003 sind nach der Invasion durch die USA innerhalb des historischen Geländes der Stadt große, bis dahin unausgegrabene Flächen z. B. zu Hubschrauberlandeplätzen planiert worden, die jetzt – mit Picknicktischen versehen – für Touristen dienen. In Unkenntnis wurden diese Flächen durch das Militär wahrscheinlich als „Dreckshügel in der Landschaft“ wahrgenommen. Neben Zerstörungen durch soldatische Souvenirjäger richteten schwere Militärfahrzeuge große Schäden an der Struktur der Prozessionsstraße zum Ischtar-Tor an. Tausende Sandsäcke wurden mit Ausgrabungsmaterial gefüllt. Ursprünglich sollte der Stützpunkt die antike Stadt vor Plünderungen schützen.

## Architektur

### Lage und Form

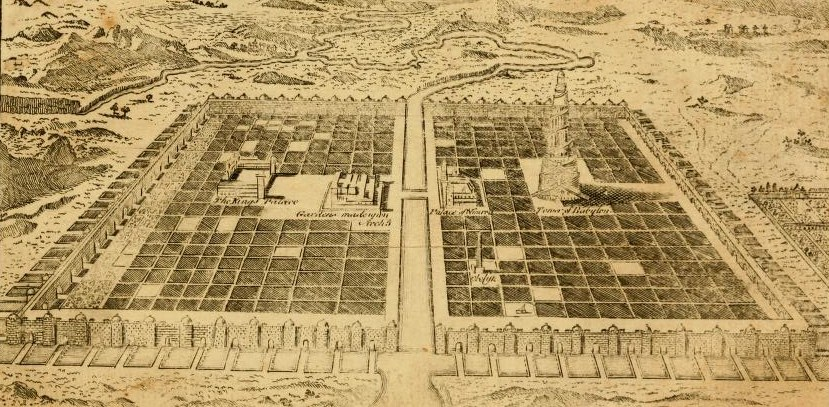
Der Plan von Babylon, eine Vorstellung von Thomas Stackhouse (1677–1752)

Das alte Babylon, am Ostufer des Euphrats gelegen, war nach Norden, Osten und Süden hin befestigt, durch Mauern und einen 80 m breiten Wassergraben. Nach Westen zu schützten der Euphrat und der Wall. Nebukadnezar ließ die bereits bestehenden zwei Grabenmauern seines Vaters um eine dritte erweitern. Diese wurde längs der anderen gebaut und mit der Böschungsmauer vereinigt. Der Graben reichte bis auf das Grundwasser. Der Uferrand wurde mit Asphaltmörtel und Brandziegeln gemauert und mit der ursprünglichen Landmauer zusammengefügt. Die Ufermauer umgab den Wall von Babylon. Auch die östliche Ufermauer des Arachtu-Kanals wurde von Nebukadnezar II. vollendet, die sein väterlicher Erzeuger vom Ischtar-Tor bis zum Tor des Urasch erbauen ließ. Auf der Westseite des Euphrats entstand ein neuer Stadtteil, der ebenfalls mit Mauern umgeben wurde. So entstand ein Festungsviereck, durch das der Euphrat floss. Darüber hinaus wurde noch weiter draußen eine Außenmauer gebaut, die die östlichen Vorstädte und vielleicht auch noch bebautes Freiland umschloss, wohl um in Kriegszeiten als riesige Fluchtburg dienen zu können.

### Mauerdicke und Höhe
Ausgrabungen haben ergeben, dass die Ufermauern am Euphrat acht bis zehn Meter dick waren, die Befestigungswälle um die Innenstadt herum 17,5 m. Die Außenmauern waren gar 27 bis 30 Meter stark. Die Befestigungsanlage um den historischen Stadtkern ragte 25 Meter, die Außenmauer 30 Meter hoch auf. Man mauerte innen und außen hoch und füllte den Zwischenraum mit Schutt und Lehm von Grabenaushub. Auf diese Weise entstand eine breite Dammkrone. Auf dem 30 Meter starken Wall hinter den schützenden Türmen, Zinnen und Schutzbrüstungen wurde ein Fahrweg von mehr als zwölf Metern Breite angelegt, den der Belagerer nicht einsehen konnte. Es war genügend Platz dafür, dass Gespanne ohne sich zu behindern aneinander vorüberjagen konnten. Wo immer es einem Angreifer gelingen mochte, die Mauer überraschend zu erklimmen, konnte der Verteidiger von den Bereitstellungsräumen aus vierspännige Streitwagen heranführen. Die Stadtmauern waren so dick, dass auf der Mauerkrone Streitwagen-Quadrigen fahren und wenden konnten.

### Länge
Über die genauen Ausmaße der Mauern gab es lange nur Spekulationen. Der Text Nebukadnezars enthält keine Maße. Das Bauwerk galt als unüberwindlich und für die Ewigkeit erbaut. Was nicht in Vergessenheit geraten sollte, war lediglich der ruhmvolle Name des Erbauers. Herodot selbst, der als recht zuverlässiger Beobachter gilt, gibt die Länge der Stadtmauern mit umgerechnet 86 km an. Doch diese Länge ist durch die Jahrhunderte immer wieder stark bezweifelt worden, entspräche sie doch einem Quadrat von über 20 km Seitenlänge. Der deutsche Archäologe Robert Koldewey, der Babylon Anfang des 20. Jahrhunderts ausgegraben hat, stellte fest, dass Herodot mehr als vierfach übertrieben hat, dass die Mauer tatsächlich nur 18 km lang war. Wie mächtig und groß die Festungsmauern von Babylon waren, kann man beim antiken Schriftsteller Pausanias nachlesen. Pausanias, der die Mauern erst im Zustand des gänzlichen Verfalls gesehen hat, nennt sie noch immer ein gewaltiges Bauwerk; man sei versucht, sich vorzustellen, dass Dämonen mit übermenschlichen Kräften sie zerstört hätten.

### Material
Die Mauer war nicht aus tonnenschweren Steinquadern zusammengefügt, sondern war größtenteils aus gebrannten Lehmziegeln geschichtet und mit gestampfter Erde gefüllt. Zwischenräume stopfte man mit Schutt und Lehm. Für die Griechen, die Werksteinmauern aufführten, sind die Festigungswälle von Babylon gerade deshalb bestaunenswert und mitteilungswürdig gewesen. Der römische Satiriker Juvenal schrieb darauf anspielend, die Mauern der Weltstadt Babylon seien „von Töpfern“ befestigt worden. Trotz des einfachen Materials haben sich die Wälle aufgrund ihrer enormen Ausmaße dennoch als überaus standhaft erwiesen.

### Verfall

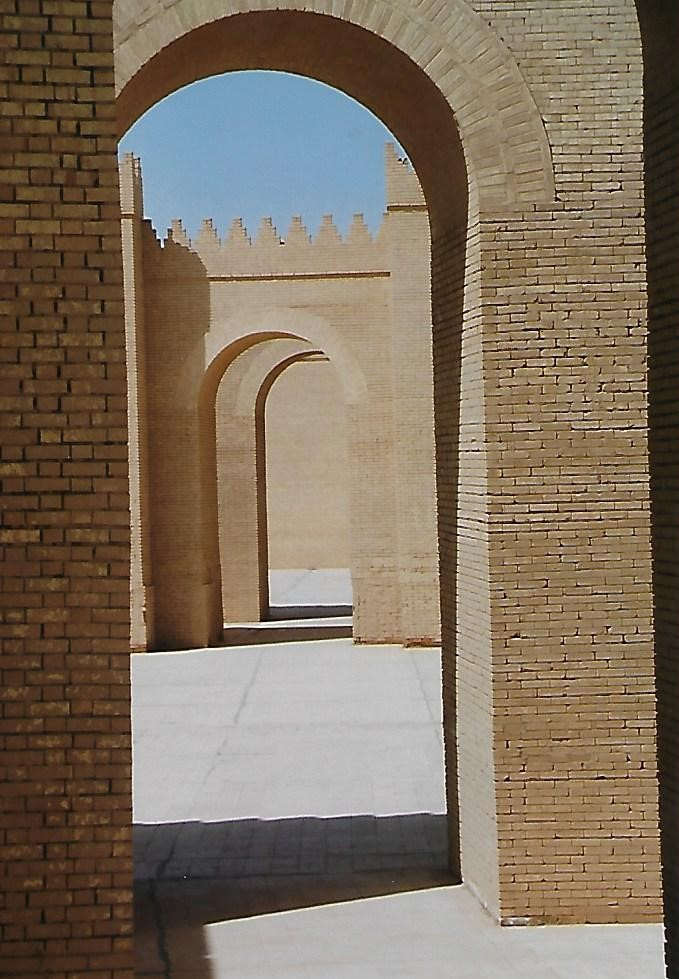
Nachbau in Babylon (2001)

Mehrere Faktoren führten zum Verfall der Mauern. Als der "Zahn der Zeit" am Bauwerk zu nagen begann, erwies sich das Baumaterial als sehr zerbrechlich und immer anfälliger für Schäden. Auch Überschwemmungen trugen ihren Teil zum Zerfall des Walls bei. Streckenweise war die Festungsmauer Damm für die Fluten des Euphrats. Das Wasser löste mit der Zeit das gelockerte Material auf, schwemmte Erde fort und höhlte die Wälle aus. Die fest gefügten Ziegel wurden weithin zerstreut. Es entstanden zudem Hügel und Bodenwellen, die immer mehr zusammensackten. Das gesamte Bauwerk zerbröckelte langsam und wurde so nutzlos.